# Pınardere, Savur
Pınardere là một thị trấn thuộc huyện Savur, tỉnh Mardin, Thổ Nhĩ Kỳ. Dân số thời điểm năm 2010 là 2.400 người.